# Ryan Braun
Ryan Joseph Braun (nascido em 17 de novembro de 1983) é um jogador profissional de beisebol atuando como campista esquerdo pelo  Milwaukee Brewers da Major League Baseball (MLB). Atualmente jogando como campista esquerdo pelo Brewers, Braun também atuou como campista direito durante sua carreira e também como terceira base durante sua temporada de estreia.
Braun foi escolhido duas vezes para a seleção da Universidade de Miami, onde foi o "National Freshman of the Year" da Baseball America em  2003. Os Brewers selecionaram Braun na primeira rodada (quinto no geral) no draft de 2005 da MLB. Foi jogador do ano da equipe nas Ligas Menores em  2006.
Braun é considerado um jogador completo por sua habilidade para rebater com força e aproveitamento ao bastão, sua velocidade e força nos braços. Foi classificado como número sete na lista da revista Sporting News de 2012 dos 50 maiores jogadores ativo no beisebol. Foi premiado como Novato do Ano pela National League em 2007, ganhou cinco Silver Slugger Awards (2008–12), e venceu o prêmio MVP da National League (NL) em 2011. Foi convocado para cinco consecutivos All-Star Games (2008–12).